# Nanotechnologies, biotechnologies, informatique et sciences cognitives
Les nanotechnologies, biotechnologies, informatique et sciences cognitives, abrégé de l'anglais NBIC, sont un champ scientifique multidisciplinaire qui se situe au carrefour des nanotechnologies (N), des biotechnologies (B), des technologies de l'Information (I) et des sciences cognitives (C).
Certains utilisent la notion de « grande convergence » pour souligner l’interconnexion croissante entre « l'infiniment petit (N), la fabrication du vivant (B), les machines pensantes (I) et l'étude du cerveau humain (C) ».

## Prospective
Dans le domaine médical et de l'informatique, un des défis que les NBIC cherchent à relever est d'acquérir l'autonomie par la commande directe du cerveau, assisté par des électrodes externes ou internes qui éviteraient la nécessité de passer par un clavier ou un système de reconnaissance des gestes, mouvements d'yeux, etc. pour communiquer avec des systèmes informatisés.  
- Ce peut être un moyen de restaurer certaines fonctions chez des malades ou handicapés. Des implants cérébraux commandent déjà des assistants techniques (fauteuils roulants notamment), stimulent les muscles de personnes handicapées ou gouvernent des extensions techniques du corps (par des exosquelettes) (C)[3].
- Par exemple, dans le cadre de l'aide à la personne âgée, les NBIC se proposent d'intégrer ces technologies avancées aux fonctions humaines. Le but est d'optimiser le fonctionnement de l'individu et de compenser ses éventuels déclins[4]. C'est peut-être un pas vers ce que certains appellent « l'homme symbiotique » (Brangier, 2000), l'« humain augmenté » techniquement.
- Dans le domaine du jeu, Mattel a présenté début 2011 au CES 2011 (salon hi-tech de Las Vegas), un jeu faisant intervenir un chariot mobile, et une soufflerie commandés par la pensée, via des capteurs disposés sur la tête et l'oreille[5].